# Syrphus delineatus
Syrphus delineatus är en tvåvingeart som beskrevs av Macquart 1846. Syrphus delineatus ingår i släktet solblomflugor, och familjen blomflugor. Inga underarter finns listade i Catalogue of Life.